# Finales de la ABA de 1970
Las Finales de la ABA de 1970 fueron las series definitivas de los playoffs de 1970 y suponían la conclusión de la temporada 1969-70 de la ABA, con victoria de Indiana Pacers, campeón de la División Este, sobre Los Angeles Stars, campeón de la División Oeste. Por primera vez en unas finales no hubo sobre la pista ningún futuro miembro del Basketball Hall of Fame, no así en los banquillos, con Bill Sharman, el entrenador de los Stars, elegido en 2004.

## Resumen
| Partido | Fecha      | Equipo local | Resultado | Equipo visitante |
| ------- | ---------- | ------------ | --------- | ---------------- |
| 1       | 15 de mayo | Indiana      | 109-93    | Los Angeles      |
| 2       | 17 de mayo | Indiana      | 114-111   | Los Angeles      |
| 3       | 18 de mayo | Los Angeles  | 109-106   | Indiana          |
| 4       | 19 de mayo | Los Angeles  | 120-142   | Indiana          |
| 5       | 23 de mayo | Indiana      | 113-117   | Los Angeles      |
| 6       | 25 de mayo | Los Angeles  | 107-111   | Indiana          |

Pacers gana las series 4-2

## Enfrentamientos en temporada regular
Durante la temporada regular, los Stars y los Pacers se vieron las caras en seis ocasiones, jugando tres encuentros en el Los Angeles Memorial Sports Arena y otros tres en el Indiana State Fair Coliseum. Los Pacers ganaron en cuatro ocasiones, por dos de los Stars.
| 18 de octubre | Los Angeles Stars | 126–123 | Indiana Pacers |                                                |
|               |                   |         |                |                                                |
|               |                   |         |                | Pabellón: Indiana State Fair Coliseum, Indiana |

| 16 de noviembre | Indiana Pacers | 129–113 | Los Angeles Stars |                                                          |
|                 |                |         |                   |                                                          |
|                 |                |         |                   | Pabellón: Los Angeles Memorial Sports Arena, Los Ángeles |

| 7 de diciembre | Indiana Pacers | 108–99 | Los Angeles Stars |                                                          |
|                |                |        |                   |                                                          |
|                |                |        |                   | Pabellón: Los Angeles Memorial Sports Arena, Los Ángeles |

| 29 de enero | Los Angeles Stars | 123–127 | Indiana Pacers |                                                |
|             |                   |         |                |                                                |
|             |                   |         |                | Pabellón: Indiana State Fair Coliseum, Indiana |

| 14 de febrero | Los Angeles Stars | 103–109 | Indiana Pacers |                                                |
|               |                   |         |                |                                                |
|               |                   |         |                | Pabellón: Indiana State Fair Coliseum, Indiana |

| 1 de marzo | Indiana Pacers | 105–108 | Los Angeles Stars |                                                          |
|            |                |         |                   |                                                          |
|            |                |         |                   | Pabellón: Los Angeles Memorial Sports Arena, Los Ángeles |